# Guisado de trigo
El guisado de trigo es un plato muy popular en la cocina de la provincia de Albacete (Castilla-La Mancha). Este plato aparece igualmente en las barracas de la Región de Murcia. La preparación de este guiso albaceteño, ya aparece en el Llibre de Coch, un tratado de cocina catalán de finales del siglo XV escrito por el maestro Robert. Es un plato que se consume caliente, recién elaborado. Es un plato muy mencionado en la literatura gastronómica y adscrito al mnunicipio de Hellín.

## Características
A pesar de ser denominado guiso de trigo, entran en su composición otros ingredientes como garbanzos, alubias y judías verdes (bajocas), calabaza totanera. Por regla general se suele emplear trigo candeal que haya sido majado en un mortero y despojado del salvado. Por regla general en la misma proporción en peso. Las legumbres y el trigo se ponen a remojo unas horas antes de su cocción. Frecuentemente suele llevar un elemento cárnico, generalmente cerdo. Es un plato de lenta elaboración en el que en última etapa se añade un sofrito de pimentón murciano. En la presentación se suele acompañar de una especie de puré de calabaza (ajo de calabaza). Requiere el plato un pequeño reposo de unos minutos antes de ser servido. 
En las recetas antiguas este plato se elaboraba de una forma bien distinta, la preparación era muy similar al de unas gachas en la que el trigo era molido en un mortero y posteriormente tostado. Al polvo así obtenido se le diluía con leche. Finalmente se endulzaba con miel. La composición de estas gachas ha ido evolucionando a lo largo del tiempo a una especie de cocido.